# ヘヒシュテットの戦い
ヘヒシュテットの戦いまたはヘーヒシュテットの戦い（Battle of Höchstädt）は、スペイン継承戦争における戦闘の1つで、1703年9月20日に現在のドイツ・バイエルン州ヘーヒシュテット・アン・デア・ドナウでフランス・バイエルン連合軍と神聖ローマ帝国・プロイセン連合軍が衝突した。翌1704年にヘーヒシュテット・アン・デア・ドナウ近郊で行われたブレンハイムの戦いは第2次ヘヒシュテットの戦いとも呼ばれるため、この戦いは第1次ヘヒシュテットの戦いともいわれる。

## 経過
フランス軍がライン川を越えてバイエルン軍と合流、オーストリアに直接攻め込むことが可能になったため、帝国軍は急いでフランス・バイエルン連合軍を撃破すべくバイエルンへ進軍した。一方、フランスの将軍ヴィラールはすぐにオーストリアの首都ウィーンを攻撃すべきと主張していたが、バイエルン選帝侯マクシミリアン2世エマヌエルはオーストリア領チロルの占領を提案、6月にヴィラールをバイエルンに残してチロルへ侵攻したが、住民の反撃に遭い8月に撤退した。
9月に入り、帝国の将軍バーデン＝バーデン辺境伯ルートヴィヒ・ヴィルヘルムはアウクスブルクを奪取して西からバイエルンを牽制、ドナウ川河畔でヴィラールの監視に当たっていたリンブルク＝シュテュルム伯ヘルマン・オットー2世はルートヴィヒ・ヴィルヘルムとの合流を図り9月19日にヘヒシュテットに到着した。ヴィラールはマクシミリアン2世と相談して帝国軍の合流阻止のため、ヘヒシュテットから近くのディリンゲン・アン・デア・ドナウに残していたフランス軍7000を動かし、背後からの奇襲を命令した。
20日にディリンゲンのフランス軍はヘヒシュテットの帝国軍に攻撃したが、数が少ないためすぐに押し返された。しかし、続いて戦場に現れたヴィラール・マクシミリアン2世が帝国軍に攻撃、激戦の末に帝国軍を破った。帝国軍は3000の損害を出して敗走、多くの大砲と輜重を奪われ、プロイセン軍を率いるアンハルト＝デッサウ侯レオポルト1世はネルトリンゲンへ引き上げていった。フランス・バイエルン連合軍の損害は1000程度だった。
戦後アウクスブルクはバイエルン軍に落とされ、ドナウ川流域の殆どがフランス・バイエルン連合軍の手に入った。その一方でヴィラールとマクシミリアン2世が方針を巡って対立したため、ヴィラールはフランス政府の意向で本国へ召還され、代わりにタラール伯カミーユ・ドスタンとフェルディナン・ド・マルサンがマクシミリアン2世の補佐に向かった。深刻な状態に置かれた帝国は同盟国イングランドに援軍を要請、1704年に戦況が大きく動くことになる。